# 콜버그의 도덕 발달 단계
콜버그의 도덕 발달 단계(Kohlberg's stages of moral development)는 장 피아제의 관습발달이론을 도덕성 발달에 적용시켜 미국의 심리학자 로렌스 콜버그가 제시한 인간의 도덕성 발달 단계를 말한다. 전관습수준, 관습수준, 후관습수준으로 분류하였다.
로렌스 콜버그의 도덕적 발달 단계들은 심리학적 이론의 적용을 구체화하는데 처음에 스위스 심리학자 장 피아제에 의해 창안된 이론 말이다. 콜버그는 1958년에 시카고 대학의 심리학 대학원생으로서 이 주제에 대한 연구를 시작했고 그의 생에 걸쳐 그 이론에 대해 확장시켰다.  
그 이론은 도덕적 행동을 위한 필요 (하지만 충분은 아닌) 조건인, 도덕적 추론은, 여섯개의 발달 단계들은 가지는데, 각각의 것이 도덕적 딜레마들에 대응하는 것에 있어서 그것의 이전의 것보다 더 적절하다고 주장한다. 콜버그는 피아제에 의해 이전에 연구되었던 시대를 멀리 넘어서는 도덕적 판단의 발달을 따랐는데, 피아제는 또한 이성과 도덕성은 구성적 단계들을 통해 발달한다고 주장했다. 
피아제의 연구에 대해 확장시키면서, 콜버그는 도덕적 발달의 과정은 기본적으로 정의와 관련된다고 그리고 그것은 개인의 삶을 통해 지속된다고 판단했는데, 그런 연구의 철학적 의미들에 대한 논의로 이어졌던 개념이다. 
도덕적 발달의 여섯 단계들은 발생하는데 전인습적, 인습적 그리고 후인습적 도덕성의 단계들로 말이다. 그의 연구들을 위해서, 콜버그는 하인츠 딜레마와 같은 이야기들에 의존했고 비슷한 도덕적 딜레마들에 처한다면 개인들이 그들의 행동들을 정당화하려는 방식에 관심을 가졌다. 그는 그것의 결과보다는, 드러나는 도덕적 추론의 형태를 분석했고 그것을 여섯 단계들 중 하나로 범주화했다. 
다양한 관점들로부터의 그 이론에 대한 비판들이 있어왔다. 반박들이 제기되어 왔는데 그것들은 그것이 관심 가지기와 같은, 다른 도덕적 가치들의 배제로 정의를 강조한다는 것; 즉 단계들 그것들이 영역들로 더 적절히 간주되어야 한다는 단계들 사이의 그런 중첩이 있다는 것 혹은 도덕적 선택들을 위한 추론들에 대한 평가들이 대부분 직관적 결정들에 대한 사후적 합리화들(의사결정자들과 심리학자들 둘모두에 의해서)이라는 것이다. 
심리학 내의 새로운 분야가 콜버그의 이론에 의해 만들어졌고, 20세기의 가장 뛰어난 심리학자들에 대한 해그블룸 외의 연구에 따르면, 콜버그는 그 세기에 걸쳐서 개론적 심리학 서적들에서 16번째로 가장 빈번하게 인용되었고, 또한 30번째로 가장 뛰어났다. 콜버그의 기준은 사람들이 행동들을 정당화하는 방식에 대한 것이고 그의 단계들은 누군가의 행동이 얼마나 도덕적인지의 순위를 매기는 방식이 아니다; 측정에서 누군가가 점수를 얻는 방식과 그들이 행동하는 방식 사이에 상관관계가 있어야 한다. 일반적 가설은 대부분의 행동은 높은 수준의 사람들로부터 더 책임감있고, 일관되고 예측가능하다는 것이다.

## 기본적인 개념
- 구조적 조직(Structual organization): 개인의 인지구조 발달은 개인의 성장과 발달에 결정적으로 중요하다. (여기에서 인지구조란 인간이 자료를 분석하고 해석하며, 개인이나 사회의 문제에 대해서 결정을 내리는 방식을 말한다.)
- 발달의 계열성 (Developemental sequence) : 개인의 인지구조 발달이 단계에 따라 일어난다는 관점이다. 이 견해에 의하면 발달성으로 초기이고, 덜 복잡한 낮은 단계는 보다 높은 단계를 위한 필수적인 선행조건이다.
- 상호 작용주의 (Interactionism) : 개인의 도덕발달은 유기체(인간)와 환경간의 상호관계에 기초한다.

## 도덕성 발달 단계
콜버그의 여섯 단계들은 더 일반적으로 모둠을 이룰 수 있는데 각각의 두 단계들의 세 등급들로 말이다: 전인습적, 인습적 그리고 후인습적. 그의 인지 발달 이론에 나타난대로, 단계 모형에 대한 피아제의 구성주의 요건들을 따르면서, 단계들에서 회귀하는 것—높은 단계 능력들의 사용을 잃는 것은 아주 드물다. 단계들은 생략될 수 없다; 각각은 새롭고 필수적인 관점을 제시하는데, 더 종합적인 그리고 그것의 전 단계들보다 차별화된 하지만 그것들과 통합된 관점 말이다. 
각 단계에서 얻어진 이해는 이후의 단계들에서 유지되지만, 이후의 단계들의 그것들에 의해 간단하다고 여겨질 수도 있는데, 새부사항에의 충분한 주의에 있어서 결여하면서 말이다.

### 제1수준: 전 관습적 수준 (Pre-conventional level)
- 도덕적 추론의 전인습적 수준은 특히 아이들에서 흔하고 동물들에게서 일어난다고 생각되는데, 비록 성인들이 또한 이 수준의 추론을 보여줄 수 있지만 말이다. 이 수준의 추론자들은 행동의 도덕성을 판단하는데 그것의 직접적 결과들에 의해서 말이다. 전인습적 수준은 도덕적 발달의 처음과 두번째 단계들로 구성되고 자아중심적 방식으로 자기에게 오직 관심을 가진다. 전인습적 도덕성을 가진 아이는 옳고 그른 것과 관련한 사회의 관습들을 아직 받아들이거나 내재화하지 않았지만 대신에 특정 행동들이 가져올 수도 있는 외적인 결과들에 크게 중점을 둔다. 
  - 1단계 : 벌과 복종의 단계 (Obedience and punishment orientation)
  - 복종과 처벌이 판단의 기준이 된다. 처벌을 피하기 위해 고의로 도덕적 행위를 한다. 1단계(복종 및 처벌에 의한)에서, 개인들은 그들 자신에의 그들의 행동들의 직접적 결과들에 중점을 둔다. 예를 들어, 행동은 도덕적으로 잘못된 것으로 여겨지는데 위반자가 처벌받기 때문에 말이다. “내가 그것을 했던 지난 번에 나는 야단맞았고, 그래서 나는 그것을 다시 하지 않을 것이다.” 행동에 대한 처벌이 더 가혹할수록, 그 행동이 더 “나쁘게” 인식된다. 이것은 추론을 촉발할 수 있는데 심지어 죄없는 희생자들이 그들의 고통에 비례해서 죄가 있다는 추론 말이다. 그것은 “자아 중심적”인데, 다른 사람들의 시점들은 누군가 자신으로부터 다르다는 인식을 결여하면서 말이다. “뛰어난 힘이나 특권에의 복종”이 있다.    복종과 처벌에 의한 도덕성의 예는 무언가를 하기를 거부하는 아이일 것인데 그것이 잘못되었기 때문에 그리고 결과들이 처벌로 이어질 수 있기 때문에 말이다. 예를 들어, 아이의 급우가 학교를 결석하도록 아이로 하여금 충동질하려 한다. 아이는 복종과 처벌에 의한 도덕성을 발휘하려고 하는데 그가 처벌될 것이기 때문에 학교에 빠지는 것을 거부하는 것에 의해서 말이다.

- - 2단계 : 도구적 목적과 교환의 단계 (Self-interest orientation)
  - 자신의 욕구를 충족 시킬 수 있는지 없는지가 도덕적 판단의 기준 2단계(자기 이익에 의한)는 “나를 위해 그것 안에 무엇이 있나” 입장을 나타내는데, 그 안에서 옳은 행위는 개인이 그들의 최대의 이익을 본다고 믿는 무엇이든, 혹은 “편리한” 무엇이든에 의해서 정의되지만, 누군가의 평판이나 사람들의 집단들과의 관계들을 고려하지 않는 협소한 방식으로 이해된다. 2단계 추론은 다른 사람들의 욕구들에 제한된 관심을 보이지만, 오직 그것이 개인 자신의 이익들을 확대할 수도 있는 범위까지만 말이다. 결과적으로, 다른 사람들에 대한 관심은 외경심이나 내재적 존경심에 토대하는 것이 아니라, “당신이 저의 등을 긁고, 저는 당신의 것을 긁을 것이다” 생각인데, 그것은 대가로 무언가를 얻기 위해서 무언가를 하거나 주는 것을 의미하는 라틴어인, 퀴드 프로 쿼로 보통 설명된다. 전인습적 수준에서의 사회적 관점의 결여는 사회적 계약(5단계)와는 아주 다른데, 이 단계에서의 모든 행동들이 개인 자신의 욕구들이나 이익들을 추구하는 목적을 가지기 때문이다. 2단계 이론가들에게, 세계관은 종종 도덕적으로 상대적인 것으로 보여진다. 또한 보아라: 호혜이타주의.

### 제2수준: 관습적 수준 (Conventional level)
- 도덕적 추론의 인습적 수준은 청소년들과 성인들에게 전형적이다. 인습적 방식으로 추론하는 것은 행동들의 도덕성을 판단하는 것인데 그것들을 사회의 시각들과 기대들에 비교하는 것에 의해서 말이다. 인습적 수준은 도덕적 발달의 세번째와 네번째 단계들로 구성된다. 인습적 도덕성은 특징을 가지는데 옳고 그름과 관련한 사회의 인습에 대한 수용에 의해서 말이다. 이 수준에서 한 개인은 규칙들을 따르고 사회의 규범들을 따르는데 심지어 복종이나 불복종에 대한 어떤 결과들도 없을 때조차 말이다. 규칙들과 관습들에의 준수가 다소 엄격하고, 하지만, 그리고 규칙의 적절성이나 공평성은 거의 의문시되지 않는다.

- - 3단계 : 개인간의 상응적 기대, 관계, 동조의 단계, 착한 소년, 소녀(Interpersonal accord and conformity)
  - 대인관계의 조화를위한 도덕성 옳은 행동은 타인과 좋은 관계를 유지하고 기대에 맞게 행동하는 것이다.  3단계(사회적 합의에 의해 결정되는 것처럼 좋은 의도들)에서, 자아는 사회적 기준들에 일치시킴에 의해 사회에 들어간다. 개인들은 다른 사람들로부터의 포용이나 포용하지 않음에 수용적인데 그것이 사회의 시각들을 반영하는대로 말이다. 그들은 “좋은 소년”이나 “좋은 소녀”가 되어 이 기대들에 맞추어 살려고 하는데, 좋게 받아들여지는 것이 자기를 이롭게 한다는 것을 학습해오면서 말이다. 3단계 추론은 행동의 도덕성을 판단할 수도 있는데 한 사람의 관계들의 관점에서 그것의 결과들을 평가하는 것에 의해서인데, 그것은 이제 존중, 감사, 그리고 “황금률”과 같은 것들을 포함하는 것을 시작한다. “나는 좋아지거나 좋게 생각되는 것을 원한다; 확실히, 나쁘게 되지 않는 것이 사람들이 나를 좋아하도록 만든다.” 누군가의 사회적 역할에 대한 규칙들에 맞추는 것은 아직 완전히 이해되지 않는다. 행위자들의 의도들은 이 단계에서의 추론에서 더 중요한 역할을 한다; 만약에 누군가가 “그들이 좋은 의도를 가진다”고 생각한다면 누군가는 더 많이 용서할 기분일지도 모른다.

- - 4단계 : 사회체제와 양심보존의 단계 (Authority and social order obedience driven)
  - 옳은 행동이란 사회질서를 유지하면서 자신의 의무를 다하는 것이다. 4단계(권위와 사회적 명령 복종에 의한)에서, 법, 판결, 그리고 사회적 관습에 복종하는 것은 중요한데 작동하는 사회를 유지하는 것에 있어서의 그것들의 중요성 때문에 말이다. 4단계에서의 도덕적 추론은 그렇게 3단계에서 드러나는 개인적 포용에 대한 욕구를 넘어선다. 핵심적 이상이나 이상들은 종종 옳고 그른 것을 규정한다. 만약에 어떤 사람이 법을 위반한다면, 아마도 모든 사람이 그럴 것이다—그러므로 법들과 규칙들을 지킬 의무와 임무가 있다. 누군가가 법을 어길 때, 그것은 도덕적으로 잘못이다; 처벌 가능성은 그러므로 이 단계에서 중요한 요소인데 그것이 나쁜 영역들을 좋은 것들로부터 분리하기 때문에 말이다. 대부분의 활동적인 사회의 구성원들은 4단계에 머무는데, 거기서 도덕성은 여전히 외부의 힘에 의해서 압도적으로 지배된다.

### 제3수준: 후 관습적 수준 (Post-conventional level)
- 후인습적 수준, 또한 원칙적 수준으로 알려진 그것은, 커지는 깨달음에 의해 특징지어지는데  개인들은 사회로부터 떨어진 개체들이라는,   개인 자신의 관점은 사회의 관점 위에 우위를 점할 수 있다는 깨달음 말이다; 개인들은 규칙들에 불복종할 수도 있는데 그들 자신의 원칙들과 일치하지 않는 규칙들 말이다.   후인습적 도덕주의자들은 그들 자신의 도덕 원리들에 의해 사는데—삶, 자유, 그리고 정의와 같은 그런 기본적 인권들을 전형적으로 포함하는 원리들 말이다. 후인습적 도덕성을 보이는 사람들은 규칙들을 유용하지만 변화 가능한 기제들로 보는데—이상적으로 규칙들은 일반적인 사회적 질서를 유지할 수 그리고 인권들을 보호할 수 있다. 규칙들은 절대적 명령들이 아닌데 의문 없이 복종되어야 하는 명령 말이다. 왜냐하면 후인습적 개인들은   사회적 관습들 위에 상황에 대한 그들 자신의 도덕적 평가를 우위에 두기 때문에, 특히 6단계에 있는, 그들의 행동은, 전인습적 수준에 있는 그들의 그것과 혼동될 수 있다.   콜버그는 생각해왔는데 많은 사람들이 이런 수준의 추상적 도덕 추론에 도달하지 못 할 수도 있다고 말이다. 
  - 5단계 : 권리 우선과 사회계약, 혹은 유용성의 단계(Social contract orientation)
  - 사회계약 정신으로서의 도덕성 법과 질서가 무조건 옳은 것이 아니라 사회적인 유용성에 따라 합의에 이르게 되면 바뀔 수 있다.  5단계(사회적 계약에 의한)에서, 세계는 다양한 생각들, 권리들, 그리고 가치들을 가지는 것으로 간주된다. 그런 관점들은 상호적으로 존중받아야 하는데 각 개인이나 공동체에 유일한 것으로 말이다. 법들은 간주되는데 엄격한 공포들이라기보다는 사회적 계약들로 말이다. 대중의 복지를 증진시키지 않는 것들은 바뀌어야 하는데 “최대 다수의 최대 행복”을 충족시키는 것이 필요할 때 말이다. 다수결과 불가피한 합의를 통해 이것은 이루어진다. 민주 정부는 명백하게 5단계 추론에 토대한다.

- - 6단계 : 보편윤리적 원리의 단계 (Universal ethical principles)
  - 도덕적 원리에 따라 스스로 선택한 양심적인 행위가 올바른 행위라고 본다. 6단계(보편적 도덕 원리들에 의한)에서, 도덕적 추론은 추상적 추론에 토대하는데 보편적 도덕 원리들을 사용하면서 말이다. 법들은 오직 그것들이 정의에 토대하는 한에서만 타당하고, 정의에의 헌신은 불공평한 법들에 불복종할 의무를 그것과 함께 지닌다. 법적 권리들은 불필요한데, 사회적 계약들이 의무적 도덕 행위를 위해 본질적이지 않기 때문에 말이다. 결정들은 조건적 방식으로 가설적으로가 아니라 절대적 방식으로 범주적으로 정해지는데, 임마뉴엘 칸트의 철학에서처럼 말이다. 이것은 개인과 관련하는데, 그들이 다른 사람의 입장에서 무엇을 하려는지 상상하는 개인인데, 만약에 그들이 그 다른 사람이 옳다고 상상하는 것을 믿었다면 말이다. 결과로 나타나는 합의는 행동을 부른다. 이 방식으로 행동은 결코 수단이 아니라 항상 그 자체로 목적이다; 사람은 행동하는데 그것이 옳기 때문이고, 그것이 처벌을 피하고, 그들의 최대 이익을 내고, 기대되고, 합법이거나, 사전에 동의되어있기 때문이 아니다. 비록 콜버그가 6단계가 존재한다고 주장했지만, 그는 다음의 것이 어렵다고 보았는데 그 수준에서 변함없이 살아가는 사람들을 발견하는 것 말이다. 투로 대학 연구자 아서 피 설리번은 자료 분석을 통해서 콜버그의 첫 다섯 단계들의 정확성을 뒷받침하도록 도왔지만, 콜버그의 6단계의 존재에 대한 통계학적 증거를 제공할 수 없었다. 그러므로, 도덕적 발달에서 구체적 단계로 정의/인식하는 것은 어렵다.

### 이후의 단계들
사람들에 대한 그들의 삶을 통한 그의 콜버그는 발견했는데 일부는 명백하게 도덕적 단계 회귀를 겪었었음을 말이다. 이것은 해소될 수 있었는데 도덕적 회귀에 대해 허용하는 것에 의해 혹은 이론을 확장시키는 것에 의해서 말이다. 콜버그는 후자를 선택했는데, 나타나는 단계가 아직 인격으로 완전히 통합되지 않은 하위 단계들의 존재를 정립하면서 말이다. 특히 콜버그는 4와 2분의 1 혹은 4 더하기 단계, 4에서 5단계로의 과도기를 주장했는데, 둘모두의 특징들을 공유하는 과도기 말이다. 이 단계에서 그 사람은 법과 질서 추론의 자의적 성질에 의해 영향을 받지 않는다; 처벌 가능성은 종종 사회에 의해 정의되는 것으로부터 사회 그 자체를 처벌 가능한 것으로 보는 것으로 바뀐다. 이 단계는 종종 2단계의 도덕적 상대주의로 오해되는데, 그 사람이 그들 자신과 충돌하는 사회의 그 이익들을 상대적이고 도덕적으로 잘못인 것으로 간주함에 따라서 말이다. 콜버그는 이것이 대학교에 들어가는 학생들에게서 종종 관찰된다고 주장했다.  
콜버그는 주장했는데 일곱번째 단계—초월적 도덕성, 혹은 우주적 지향의 도덕성—도덕적 추론과 종교를 연결하는 단계가 있을 수도 있다고 말이다. 심지어 6단계에 대한 경험적 증거를 얻는데 있어서의 콜버그의 어려움들은, 그러나, 그로 하여금 그의 일곱번째 단계의 고찰적 성질을 강조하도록 이끌었다. 

## 이론적 가정들(철학)
콜버그의 도덕적 발달에 대한 단계들은 가정에 토대하는데 인간들은 내재적으로 소통적이고, 추론하는 능력이 있고 그들 주위의 다른 사람들과 세계를 이해하려는 욕구를 가진다는 가정 말이다. 이 모형의 단계들은 사람들에 의해 채택된 정성적 도덕 추론들과 관련되고 어떤 사람의 행동들이나 성격에 대한 칭찬이나 비난으로 직접 바꾸지 않는다. 그의 이론은 도덕적 추론을 그리고 특정 도덕적 결과들이 아닌 것을 평가한다고 주장하면서, 콜버그는 도덕적 주장들의 형태와 구조는 그가 “형식주의”라고 부르는 부분인, 그 주장들의 내용과는 별개라고 주장한다.  
콜버그의 이론은 관점을 따르는데 정의는 도덕적 추론의 핵심적 특징이라는 관점 말이다. 정의 그 자체는 많이 의지하는데 원칙들에 토대한 좋은sound 추론이라는 개념에 말이다. 정의 중심의 도덕성 이론임에도 불구하고, 콜버그는 의무론과 에우다이모니아(최고선)라는 올바른 형식화와 그것이 양립 가능하다고 보았다.  
콜버그의 이론은 “올바름”의 핵심적 요인으로 가치들을 이해한다. 콜버그에게, 올바름이 무엇이든 간에, 그것은 사회들 가운데에서 보편적으로 타당함에 틀림없다(“도덕적 보편주의”로 알려진 입장): 어떤 상대주의도 있을 수 없다. 도덕들은 자연적인 세계의 특징들이 아니다; 그것들은 처방적이다. 그럼에도 불구하고, 도덕적 판단들은 평가될 수 있는데 진실과 거짓이라는 논리적 용어들로 말이다.  
콜버그에 따르면, 도덕적 추론이라는 상위 단계로 나아가고 있는 누군가는 단계들을 생략할 수 없다. 예를 들어, 사람은 동료 평가들에 대부분 관심을 가지는 것(3단계)으로부터 사회적 계약들의 지지자가 되는 것(5단계)으로 뛰어넘을 수 없다. 도덕적 갈등에 직면하면서 그리고 그들의 현재 도덕적 추론 수준을 불만족스러운 것으로 발견하면서, 사람은 다음 단계로 눈을 돌릴 것이다. 현재의 사고 단계의 한계들을 깨닫는 것은 도덕적 발달 이후의 원동력인데, 각각의 진행 단계가 이전 것보다 더 적합하기 때문에 말이다. 과정은 그러므로 건설적인 것으로 여겨지는데, 그것이 그 사람의 의식적 발달construction에 의해 촉발되기 때문이고 어떤 유의미한 맥락에서도 그 사람의 내재적 기질들의 요소나 과거 귀납들inductions의 결과이기 때문은 아니다.  

### 형식적 요소들
콜버그의 단계들을 통한 발달은 그 사람의 강해지는 능력 때문에 일어나는데, 심리적으로 그리고 충돌하는 사회적 가치 주장들을 조율하면서 말이다. 충돌하는 주장들을 평형 상태에 이르도록 해소하는 과정은 “정의 활동”이라고 불린다. 콜버그는 이 정의 활동들 중 두가지를 확인한다: “평등,” 사람들에 대한 편파적이지 않은 대우와 관련되는 것, 그리고 “황금률”, 개인적 선의 역할에 대한 관점을 의미하는 것. 콜버그에게, 두가지 활동들의 가장 적절한 결과는 “가역성”인데, 그 안에서 특정 상황에서의 도덕적이거나 의무적인 행동이 그 행동이 만족스러울 것인지 아닌지의 관점에서 평가되는데 비록 특정 개인들이 그 상황에서 역할들을 바꿀 것(또한 “도덕적 음악 의자들”로 구어적으로 알려진)이더라도 말이다.  
지식과 학습은 도덕적 발달에 도움을 준다. 그 사람의 “사람들에 대한 시각”과 그들의 “사회적 관점적 수준”은 특히 중요한데, 그것의 각각은 각각의 상위 단계와 더불어 더 복잡하고 성숙해진다. “사람들에 대한 시각”은 다른 사람들의 심리에 대한 개인의 파악으로 이해될 수 있다; 그것은 영역으로 시각화될 수도 있는데, 1단계가 다른 사람들에 대한 어떤 시각도 전혀 가지고 있지 않고, 6단계가 완전히 사회 중심적이면서 말이다. 사회적 관점 수준은 사회적 보편에 대한 이해와 관련되는데, 사람들에 대한 시각에 있어 다양하게 하면서인데, 그 안에서 그것은 사회적 규범들에 대한 이해를 촉발한다. 

## 응용 도덕적 갈등들의 예들
콜버그는 ‘도덕적 판단 대화’를 썼는데 그의 초기 1958년 논문에서 말이다. 약 45분의 테이프에 녹음된 반半구조화된 대화 중에, 그 대담자는 도덕적 갈등들을 사용하는데 어느 단계의 도덕적 추론을 한 사람이 사용하는지를 결정하기 위해서 말이다. 그 갈등들은 상황들을 설명하는 허구의 짧은 이야기들인데 그 안에서 한 사람은 도덕적 결정을 내려야 한다. 참가자는 일련의 체계적인 개방형 질문들을 받는데, 그들이 옳은 과정의 행동이 무엇이라고 생각하는지처럼, 또한 왜 특정 행동들이 옳거나 그른가에 대한 정당화들처럼 말이다. 이 대답들의 형태와 구조는 평가되고 내용은 그렇지 않다; 전체적 점수가 산출되는 일련의 다중의 도덕적 갈등들에 대해서. 
콜버그가 그의 초기 연구에서 사용했던 갈등은 약을 훔친 사람의 갈등이었다: 하인츠가 유럽에서 약을 훔친다. 콜버그가 그의 연구에서 사용했던 도덕적 갈등에 대한 다른 이야기들은 마을을 떠나려 하는 두명의 젊은이들에 대한 것이었는데, 둘모두 마을을 떠나면서 돈을 훔치지만 질문은 그때 누구의 죄가 둘 중에 더 나빴는가가 된다. 한 소년, 조는, 야영을 위해 돈을 모으고 있었고 결정해야 하는데 야영을 위해 그의 돈을 쓸지 혹은 그 돈을 사용하길 원하는 그의 아버지에게 줄지에 대해서인데 그의 친구들과 여행에 가기 위해서 말이다. 그리고 두 자매인, 주디와 루이스에 대한 이야기이고, 주디가 그들의 어머니에게 거짓말을 하는 것에 대해서 루이스가 그들의 어머니에게 진실을 말해야 하는지에 대해서인데, 그녀가 음악회에 갔기 때문에 그녀가 옷에 쓸 돈을 가지고 있지 않다는 진실 말이다.

## 비판들

### 남성중심주의
콜버그의 이론에 대한 비판은 그것이 다른 가치들을 제치고 정의를 강조한다는 것 그리고 그럼으로써 다른 도덕적 행동들의 측면들에 가치를 두는 그런 것들에 대한 반박들을 적절히 하지 못할지도 모른다는 것이다. 캐럴 길리건은, 그녀의 책 ‘다른 목소리로’에서, 콜버그의 이론은 극도로 남성중심적이라고 주장해왔다. 콜버그의 이론은 오직 남성 참가자들만 참가하는 경험적 연구에 초기에 토대했었다; 길리건은 여성들의 관심사들을 그것이 적절히 설명하지 않는다고 주장했다. 콜버그는 여성들이 3단계에 정체되는 경향이 있다고 주장했는데, 관계들을 유지하고 가족과 친구들의 복지를 증진하는 방식의 세부사항들에 주로 관심을 가지고 말이다. 남성들은 가능성이 있는데 추상적 원리들로 나아간다는 그리고 그럼으로써 누가 관련되느냐는 세부사항들에 덜 관심을 가진다는 가능성 말이다. 이 관찰과 일치해서, 도덕적 발달에 대한 길리건의 이론은 다른 고려사항들 위에 정의의 가치를 우선시하지 않는다. 그녀는 도덕적 추론에 대한 대체적 이론을 발달시켰는데 돌봄 윤리에 토대해서 말이다. 미국기업연구소의 크리스티나 호프 소머스와 같은 평론가들은 길리건의 연구는 근거가 없다고 그리고 그녀의 결론을 지지할 어떤 증거도 없다고 주장했다. 

### 범문화적 일반화 가능성
콜버그의 단계들은 문화적으로 중립적이지 않은데, 다양한 문화들을 위한 그것의 사용(특히 최상위 발달 단계들의 경우에)에 의해 증명되었듯이 말이다. 비록 그들이 같은 순서로 단계들을 통해 나아가지만, 다양한 문화들에서의 사람들은 다양한 속도로 그렇게 하는 것으로 보인다. 콜버그는 다음의 것을 말함으로써 대답했는데 그것은 비록 문화들이 다양한 믿음들을 만들지만, 믿음들보다는, 기저의 추론 방식들에 그의 단계들이 대응한다는 것이다. 대부분의 문화들은 삶, 진실, 그리고 법이라는 일정한 가치를 부여하지만, 이 가치들이 거의 보편적이라고 주장하는 것은 더 많은 연구를 필요로 한다. 콜버그의 보편성에 대한 주장 그의 도덕적 발달의 단계들을 위한 그것을 지지하기 위해 몇몇 연구가 수행되어왔었던 반면에, 여전히 아직 이해되고 연구될 많은 경고들과 변형들이 있다. 보편성과 관련해서, 콜버그의 이론의 1, 2, 그리고 3단계는 범문화적으로 보편적인 단계들로 간주될 수 있는데, 오직 4와 5단계들까지만 보편성은 탐구되기 시작한다. 스나리와 켈리오에 따르면, 콜버그의 도덕적 발달에 대한 이론은 제시되지 않는데 소통적 감정의 공동사회와 같은 개념들에 말이다. 콜버그의 이론의 범문화적 보편성을 향해 쏟아진 비판이 있어왔었던 반면에, 캐롤린 에드워즈는 주장했는데 갈등 대화법, 표준 채점 체계, 그리고 인지 발달 이론은 모든 문화들에 걸쳐서 도덕적 추론에 대한 가르침과 이해함에 있어서 모두 타당하고 생산적이라고 말이다. 

### 도덕적 판단들에서의 비일관성
콜버그의 이론에 대한 다른 비판은 사람들은 자주 그들의 도덕적 판단들에서 상당한 비일관성을 보인다는 것이다. 이것은 종종 도덕적 갈등들에서 일어나는데 참가자들이 저차원적 단계의 이성으로 보여져왔던 음주와 운전과 사업 상황들과 관련한 갈등인데, 전형적으로 더 이기적인 추론(2단계)을 권위와 사회 질서 복종 추론(4단계) 대신에 사용하면서 말이다. 콜버그의 이론은 일반적으로 간주되는데 도덕적 추론에서의 비일관성들과 양립할 수 없다고 말이다. 제러미 카펜데일은 주장해왔는데 콜버그의 이론은 관점에 중점을 두도록 수정되어야 한다는 주장인데 도덕적 추론의 과정은 도덕적 갈등에 대한 변하는 관점들을 통합하는 것과 관련된다는 관점인데 단순히 규칙들을 적용하는 것에 고정하기보다는 말이다. 이 관점은 도덕적 추론에서의 비일관성에 대해 허용하려고 하는데 왜냐하면 사람들이 다양한 관점들을 고려하는 그들의 무능력에 의해 방해 받을지도 모르기 때문이다. 크레브스외 덴턴은 또한 충돌하는 결과들에 대해 설명하기 위해서 콜버그의 이론을 수정하려고 시도해왔지만 결국 그 이론은 대부분의 사람들이 그들의 일상 생활들에서 도덕적 결정들을 하는 방식에 대해 설명할 수 없다고 결론을 내렸다. 임마뉴엘 칸트는 그 주장을 “예상했”고 반박했는데 그가 그런 행동들을 정언명령에서 우리 자신들을 위한 예외를 마련하는 것으로 간주했을 때 말이다. 

### 이성 대 직관
다른 심리학자들은 가정에 의문을 제기해왔는데 도덕적 행동이 기본적으로 형식적 추론의 결과라는 가정 말이다. 조너선 하이트와 겉은 사회적 직관주의자들은 주장하는데 사람들은 종종 관심들을 기울이지 않고 도덕적 판단들을 내린다는 주장인데 공평함, 법, 인권들 혹은 도덕적 가치들과 같은 관심들 말이다. 그러므로 콜버그와 다른 합리주의 심리학자들에 의해 분석된 주장들은 직관적 결정들에 대한 사후의 이성화들로 간주될 수 있었다; 도덕적 추론은 콜버그의 이론이 제시하는 것보다 도덕적 행동에 덜 유의미할지도 모른다. 

## 같이 보기
- 긍정적 해체